# Victoria Bedos
Pour les articles homonymes, voir Bedos.
Victoria Bedos est une écrivaine, journaliste, scénariste, chanteuse et comédienne française, née le 28 avril 1984.

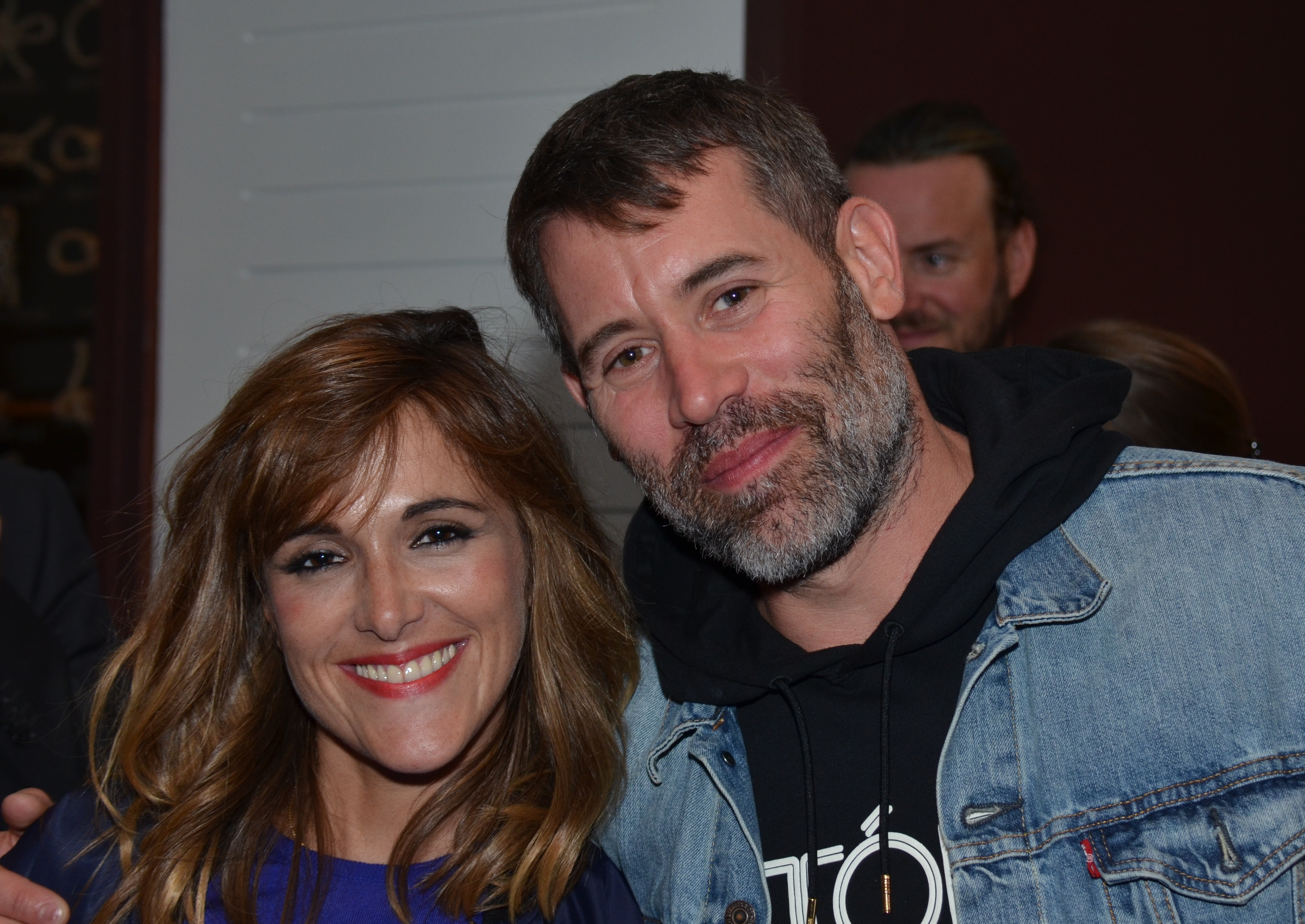
Victoria Bedos et Jalil Lespert au festival du film britannique de Dinard 2016.

## Biographie
Victoria Bedos naît le 28 avril 1984,,, à Neuilly-sur-Seine. Elle est la fille de Guy Bedos et Joëlle Bercot, et la sœur de Nicolas Bedos. Elle doit son prénom à Victoria Chaplin Thierrée en hommage à la fille de Charlie Chaplin que Guy Bedos aimait beaucoup.
Elle commence en tant que journaliste au TéléCinéObs (supplément du Nouvel Observateur), aux Inrockuptibles, ainsi que pour le magazine féminin Glamour[réf. nécessaire].
En 2007 à 23 ans, Victoria Bedos publie chez Plon son premier ouvrage, Le Déni, où elle analyse de façon romancée le déni qui engage son corollaire, le mensonge. Elle est également scénariste pour Confidences, une série diffusée sur la chaine Canal+ en janvier 2007.
En 2013, elle incarne Linda, le rôle principal de la mini-série Gym Couine écrite et réalisée par Sébastien Haddouk, diffusée durant deux ans sur June et les réseaux sociaux[réf. nécessaire].
Elle coécrit avec Stanislas Carré de Malberg le scénario du film La Famille Bélier (2014), réalisé par Éric Lartigau. Ce film lui vaut une nomination pour le César du meilleur scénario original.
En 2014, elle crée le duo Vicky-Banjo avec Olivier Urvoy de Closmadeuc ; il compose les mélodies, elle écrit les chansons et ils chantent ensemble[réf. nécessaire].
Elle est l'égérie de la campagne de publicité interactive pour la nouvelle version du magazine Glamour, réalisée par Noémie Saglio[réf. nécessaire].
En janvier 2015, elle tient le premier rôle dans le film Vicky qu'elle a co-écrit avec le réalisateur Denis Imbert.
Victoria Bedos est membre du jury au Festival du film britannique de Dinard 2016.

### Vie privée
En couple avec l'entrepreneur Romain Battesti, elle donne naissance à son premier enfant le 4 novembre 2019,, une fille prénommée Zelda.

## Filmographie

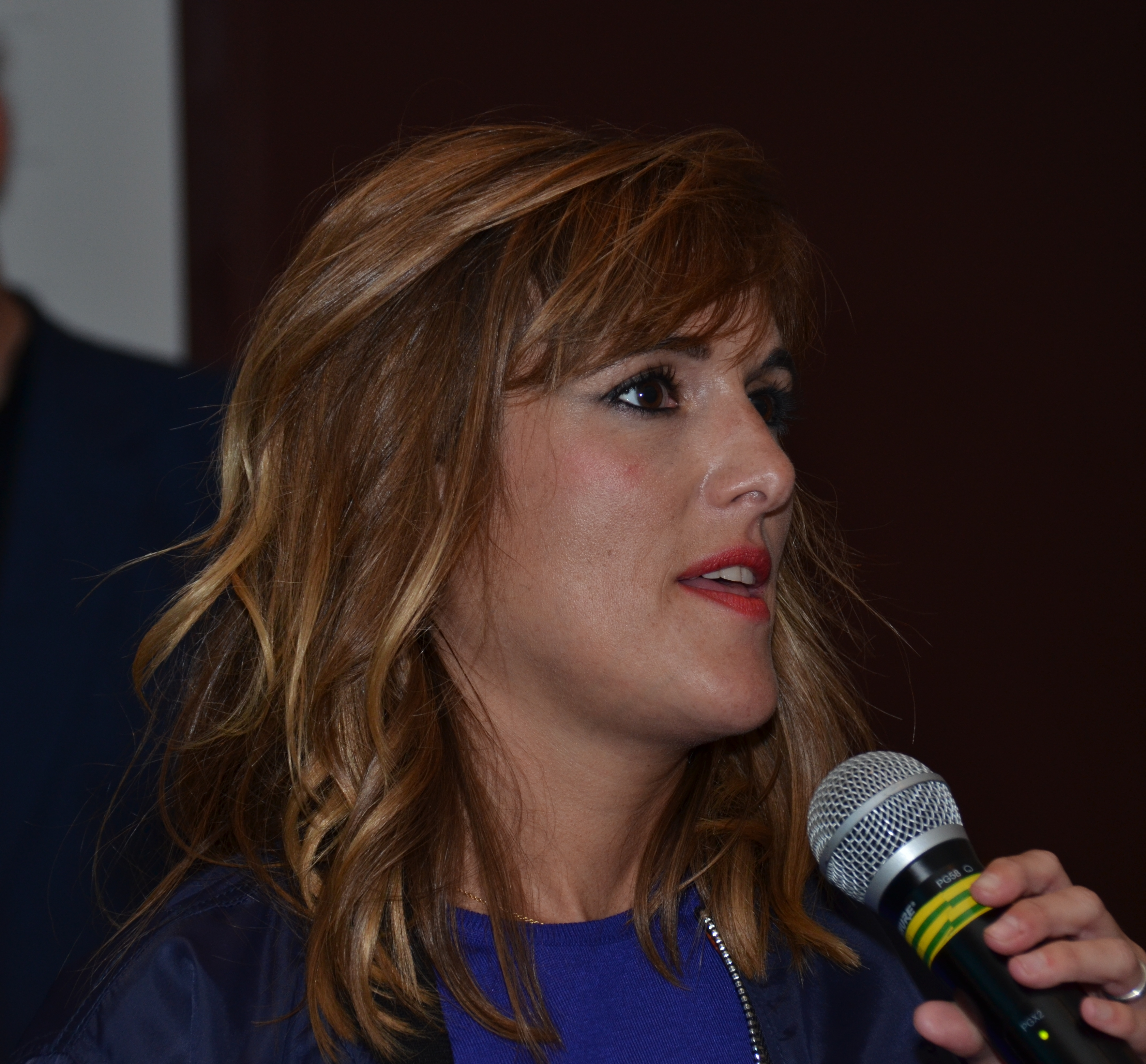
Victoria Bedos membre du jury au Festival du film britannique de Dinard 2016.

Sauf indication contraire, les informations mentionnées dans cette section peuvent être confirmées par les bases de données cinématographiques IMDb et Allociné,  présentes dans la section « Liens externes ».

### Actrice
- 2015 : Vicky de Denis Imbert
- 2018 : Christ(off) de Pierre Dudan

### Scénariste
- 2014 : La Famille Bélier d'Éric Lartigau
- 2015 : Vicky de Denis Imbert
- 2018 : Normandie nue de Philippe Le Guay, scénario coécrit avec Philippe Le Guay et Olivier Dazat
- 2023 : La Plus Belle pour aller danser d'elle-même

### Réalisatrice
- 2023 : La Plus Belle pour aller danser

## Publication
- Le Déni, Plon, 2007   (ISBN 2-259-20635-2) [présentation en ligne]

## Distinctions
Sauf indication contraire, les informations mentionnées dans cette section peuvent être confirmées par les bases de données cinématographiques IMDb et Allociné,  présentes dans la section « Liens externes ».

### Nomination
- César 2015 : meilleur scénario original pour La Famille Bélier